# Pheidole cocciphaga
Pheidole cocciphaga är en myrart som beskrevs av Borgmeier 1934. Pheidole cocciphaga ingår i släktet Pheidole och familjen myror. Inga underarter finns listade i Catalogue of Life.